# Вільрот
Вільрот (нім. Willroth) — громада в Німеччині, розташована в землі Рейнланд-Пфальц. Входить до складу району Альтенкірхен. Складова частина об'єднання громад Фламмерсфельд.
Площа — 1,97 км2. Населення становить 921 ос. (станом на 31 грудня 2020).

## Галерея

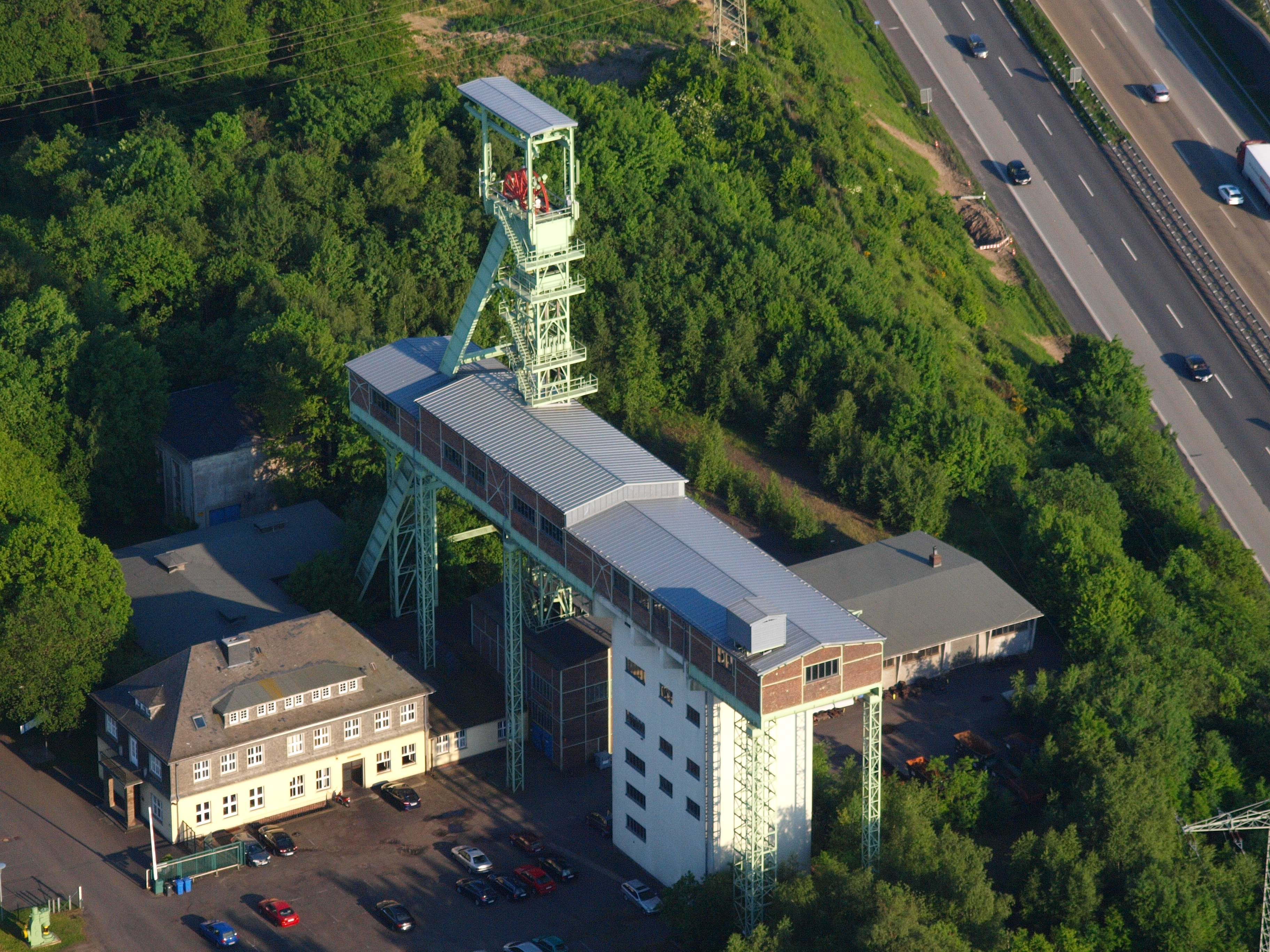
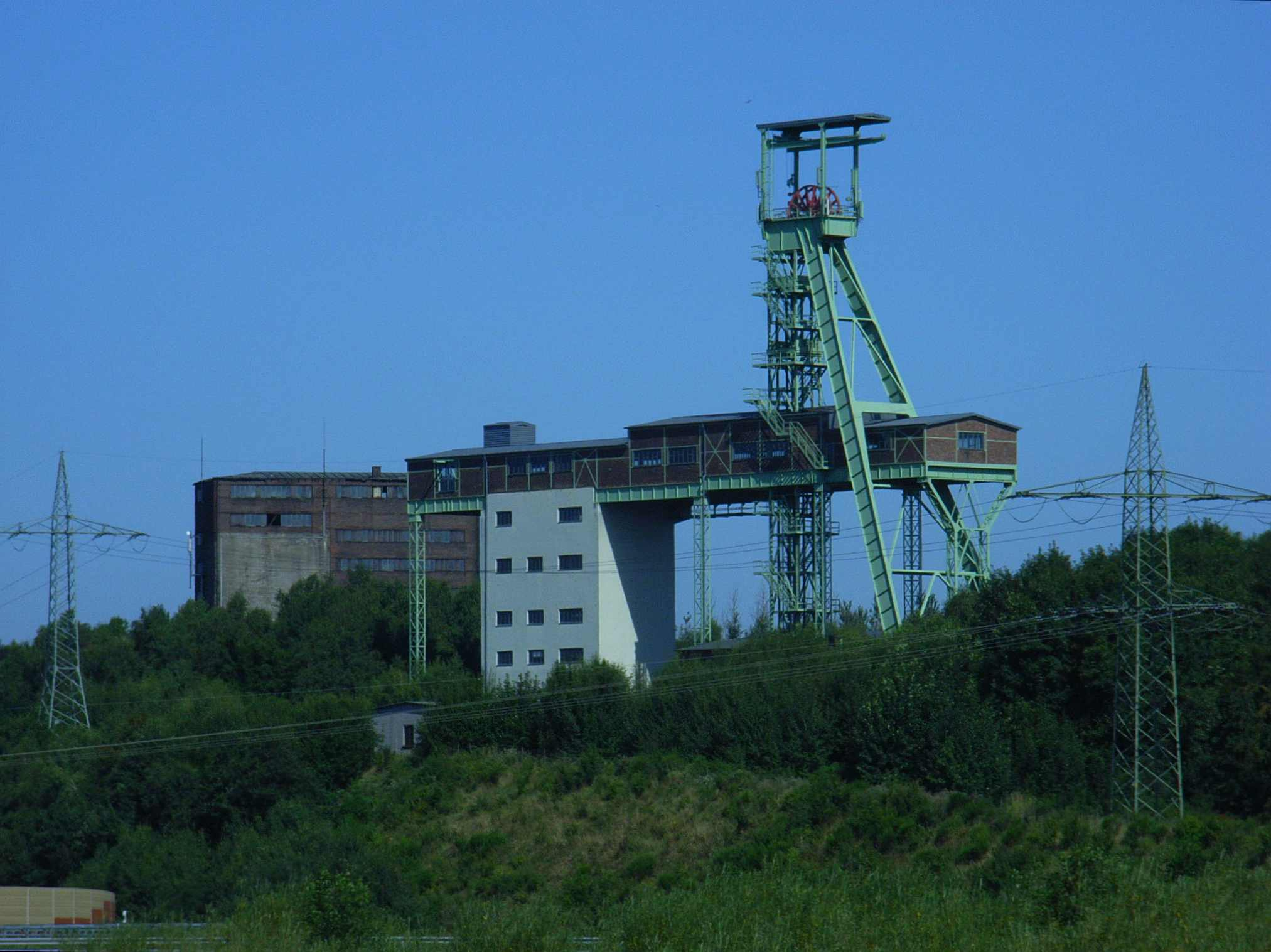